# 明徳町 (名古屋市)
- 日本 > 愛知県 > 名古屋市 > 中川区 > 明徳町
- 日本 > 愛知県 > 名古屋市 > 港区 > 明徳町

明徳町（めいとくちょう）は、愛知県名古屋市中川区と港区にある町名。現行行政地名は明徳町1丁目から明徳町4丁目。住居表示未実施。

## 地理
名古屋市中川区の南部と港区の北部に位置し、東は中川区小碓通、西は港区正徳町、南は港区川間町、北は中川区法蔵町に接する。

## 歴史

### 沿革
- 1961年（昭和36年）3月28日 - 中川区小碓町の一部より中川区明徳町が[1]、港区小碓町の一部より港区明徳町が成立[2]。

## 世帯数と人口
2019年（平成31年）2月1日現在の世帯数と人口は以下の通りである。なお、港区の人口は0である。
| 区     | 町丁   | 世帯数  | 人口    |
| ------ | ------ | ------- | ------- |
| 中川区 | 明徳町 | 890世帯 | 1,950人 |

## 学区
市立小・中学校に通う場合、学校等は以下の通りとなる。また、公立高等学校に通う場合の学区は以下の通りとなる。
| 区     | 番・番地等 | 小学校                 | 中学校                 | 高等学校 |
| ------ | ---------- | ---------------------- | ---------------------- | -------- |
| 中川区 | 全域       | 名古屋市立昭和橋小学校 | 名古屋市立昭和橋中学校 | 尾張学区 |
| 港区   | 全域       | 名古屋市立正保小学校   | 名古屋市立港北中学校   | 尾張学区 |

## 施設
- 中部鋼鈑 - 正式な所在地は小碓通だが、敷地の一部は明徳町に入っている。

## その他

### 日本郵便
- 郵便番号 : 454-0857（中川区）[4]（集配局：中川郵便局[10]）。